# Lateralni krilasti mišić
Lateralni krilasti mišić (lat. musculus pterygoideus lateralis) je mišić glave, trokutasta oblika. Mišić spada u skupinu žvačnih mišića. Mišić inervira lat. nervus mandibularis. 

## Polazište i hvatište
Mišić polazi s dvije glave. Gornja glava polazi s klinaste kosti, a donja s klinaste kosti, nepčane kosti i gornje čeljusti. Obje glave su ujedinjuju, idu prema natrag i hvataju se za donju čeljust i čeljusni zglob (zglobnu čahuru). 